# Runhild Laubmann
Runhild Laubmann (* 12. Dezember 1944 als Runhild Albine Stokar von Neuforn in Meiningen) ist eine deutsche Lehrerin und Malerin in der oberfränkischen Stadt Hof.

## Werdegang
Runhild „Wiu“ Laubmann wuchs in Würzburg und Koblenz auf. Sie besuchte zunächst die Volksschule Ehrenbreitstein und schloss ihre Schulausbildung an den Gymnasien in Hof und Neuendettelsau ab. Sie studierte anschließend Pädagogik in Nürnberg und arbeitete zunächst als Handarbeits- und Hauswirtschaftslehrerin im Volksschul-, ab 1984 im Gymnasialdienst. Ab 1974 führte sie Einzel- und Gruppenausstellungen durch. Seit 1985 war sie am Schiller-Gymnasium Hof und am Jean-Paul-Gymnasium Hof in der Fachrichtung Textilarbeit und Kunst tätig.
Von 2008 bis 2014 gehörte sie dem Stadtrat ihrer Heimatstadt Hof für die Wählervereinigung Freie Aktive Bürger (FAB) an.

## Künstlerisches Schaffen
Zu ihren Arbeiten zählen eine künstlerische Interpretation von Faust (2011), eine 22 Meter lange mit Malerei gestaltete Tapete und die als Märchenwelt zusammengestellten Attraktionen des Landkreises Hof (1999).
Runhild Laubmann ist Gründungsmitglied und Zweite Vorsitzende des seit 1994 bestehenden Kunstvereins Hof e. V., seit 2005 ist sie Ehrenvorsitzende. Sie war seit 1975 Mitglied in der Gruppe Nordfranken. Seit 2001 war sie Mitglied im Kunstverein Plauen e. V.
Sie erhielt Preise und Auszeichnungen für naive Malerei und eine Auszeichnung für das Foto Damit wir uns nicht aus den Augen verlieren im Jahr 2006. Sie führte regelmäßig Workshops für Kinder im Kunstverein Hof durch.

## Arbeiten (Auswahl)
- 1994: Brettspiel des Abfallzweckverbands Hof und Frau-Mann-Tor zur Landesgartenschau in Hof
- 2001: Illustrationen zum Hofer Spaziergänger Band 5, Hoermann Verlag
- 2005: Außengestaltung einer Garagenfront für die Gemeinde Konradsreuth

## Einzelausstellungen (Auswahl)
- 1992: Rathaus Schönwald
- 1996: Pema-Art, Weißenstadt
- 2008: Städtische Galerie Rotthalmünster, Bad Steben, Klenzebau
- 2010: Oberfränkisches Bauernhofmuseum Kleinlosnitz[3]
- 2011: Kunstverein Hof e. V: Illustrationen zu Goethes Faust auf 22 Meter Tapete
- 2014: Kennst du den Faust? Schloss Adlitz[4]